# Ashikaga Yoshihide
Ashikaga Yoshihide (jap. 足利 義栄; * 1538; † 28. Oktober 1568) war der 14. Shogun des Ashikaga-Shogunates, der kurzzeitig von Februar bis September 1568 während der Muromachi-Zeit in Japan regierte. Er war der Enkel des 11. Shogun, Ashikaga Yoshizumi.
Unterstützt durch Matsunaga Hisahide und Gefolgsleute des Miyoshi Nagayoshi, wurde Yoshihide Seii Taishogun, drei Jahre nach dem Tod seines Vorgängers und Cousins, des 13. Shogun, Ashikaga Yoshiteru. Wegen der politischen Situation zu dieser Zeit konnte er jedoch nicht in die Hauptstadt Kyōto einziehen.
Im September 1568 marschierte Oda Nobunaga in Kyoto ein und setzte Ashikaga Yoshiaki als 15. Shogun ein. Yoshihide starb bald darauf an einer Krankheit.